# Anopheles aruni
Anopheles aruni är en tvåvingeart som beskrevs av Sobti 1968. Anopheles aruni ingår i släktet Anopheles och familjen stickmyggor. Inga underarter finns listade i Catalogue of Life.